# エクセシオールカフェ

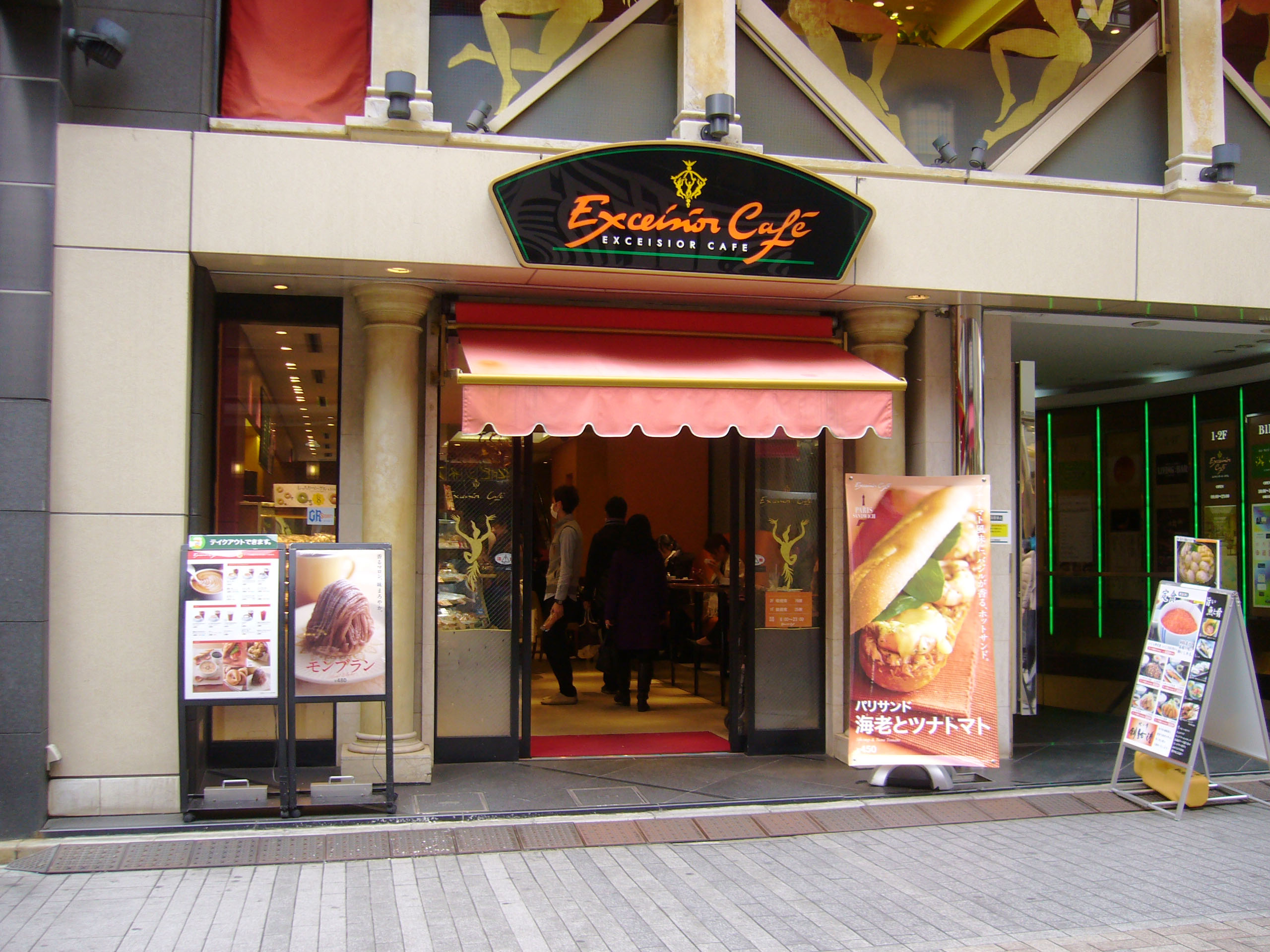
エクセシオールカフェ新宿店（2012年2月26日撮影）

エクセシオールカフェ（Exceisior Café）は、かつて株式会社ドトールコーヒーが日本で展開していたカフェチェーンである。

## 概要
かつてドトールコーヒーによって展開されていたカフェチェーンである。フランス系のデザートカフェをコンセプトとしていた。各店舗はオレンジ色を基調としており、暖色系の内装が特徴的であった。

## 沿革
ドトールコーヒーショップを展開していたドトールコーヒーにより、新たなカフェチェーンとして1997年に営業を開始した。日本国内に次々と店舗を展開したが、2017年9月18日に最後の1店舗、ルミネ大宮店が閉店した。なお、一部の店舗は、同じくドトールコーヒーが展開するエクセルシオールカフェの店舗に改装された。

## 名称
エクセシオールカフェは、フランス系のカフェがコンセプトであることから、アルファベット表記としてはフランス語の「Exceisior Café」を採用しているとされているが、フランス語にexceisiorという単語はない。一方、ドトールコーヒーは、「エクセシオールカフェ」と類似する名称の「エクセルシオールカフェ」も展開しているが、こちらのアルファベット表記はイタリア語の「EXCELSIOR CAFFÉ」を採用している。なお、エクセシオールカフェがフランス系のカフェであるのに対し、エクセルシオールカフェはイタリア系のカフェであるため、両者のメニューは大きく異なっている。また、エクセシオールカフェの店舗がオレンジ色を基調としているのに対し、エクセルシオールカフェの店舗は緑色を基調としているため、外観で識別することは容易である。ただ、片仮名表記だけだと極めてよく似ているため、読み間違えたり混同されることもある。